# Bashkia e Cërrikut
Bashkia e Cërrikut är en kommundel och tidigare en kommun i Albanien.   Den ligger i prefekturen Qarku i Elbasanit, i den centrala delen av landet, 40 kilometer söder om huvudstaden Tirana.
Trakten runt Bashkia e Cërrikut består till största delen av jordbruksmark.  Runt Bashkia e Cërrikut är det ganska tätbefolkat, med 172 invånare per kvadratkilometer.